# كارين باردسلي
كارين باردسلي (بالإنجليزية: Karen Bardsley)‏ (و. 1984  م) هي لاعبة كرة قدم، من الولايات المتحدة، ولدت في سانتا مونيكا، كاليفورنيا، شاركت في ألعاب أولمبية صيفية 2012، تلعب كحارسة مرمى.

## التعليم
تعلمت في جامعة ولاية كاليفورنيا، فوليرتون ‏.

## روابط خارجية
- كارين باردسلي على موقع الاتحاد الدولي (مؤرشف)  (الإنجليزية)
- كارين باردسلي على موقع الاتحاد الأوربي (الإنجليزية)
- كارين باردسلي على موقع قاعدة بيانات كرة القدم.إي يو (الإنجليزية)
- كارين باردسلي على موقع Soccerway.com (الإنجليزية)
- كارين باردسلي على موقع عالم كرة القدم.نت (الإنجليزية)
- كارين باردسلي على موقع اللجنة الأولمبية الدولية (الإنجليزية)
- كارين باردسلي على موقع أوليمبيديا (الإنجليزية)
- كارين باردسلي على موقع اللجنة الأولمبية البريطانية (الإنجليزية)